# Rubus leucocarpus
Rubus leucocarpus är en rosväxtart som beskrevs av Lars Arvidsson. Rubus leucocarpus ingår i släktet rubusar, och familjen rosväxter. Utöver nominatformen finns också underarten R. l. tomentosa.